# Terjuhane
Terjuhane (Терюхане), malena mordvinska skupina naseljena u kojih 40 sela u na području bivše terjuševske župe. Oni vrlo rano dolaze u kontakt s Rusima te su pokršteni sredinom 18. stoljeća. U prvom desetljeću 20. stoljeća Terjuhane su gotovo potpuno rusificirani, izgubivši kulturu i jezik, te se danas izjašnjavaju za Ruse. Prema popisu iz 2002. pod imenom Terjuhana popisano je svega 15 osoba.